# Lago Szelid
Il lago Szelid è un lago situato in Ungheria nella provincia di Bács-Kiskun di 0,8 km².

## Geografia
Formato da una vecchia ansa del Danubio è un lago salato situato 4 km a sud-est da Dunapataj. A causa della bassa profondità la temperatura dell'acqua in estate raggiunge i 28 gradi. 
Conosciuto per gli effetti benefici dell'acqua salata è anche sfruttato per la pesca. Sul lato meridionale sono presenti spiagge sabbiose.